# Enallagma signatum
Enallagma signatum ist eine Kleinlibellenart aus der Familie der Schlanklibellen (Coenagrionidae), die im Osten Nordamerikas verbreitet ist.

## Merkmale
Anders als bei den sonst überwiegend blau gefärbten Arten der Becherjungfern (Enallagma) ist die Körper- und Augenfarbe der ausgereiften männlichen Imagines orange. Die Körperlänge beträgt 28 bis 37 Millimeter, das Abdomen ist auffällig schlank. Humeral- und Antehumeralstreifen des Thorax sind ungefähr gleich breit, das Abdomen ist dorsal überwiegen dunkel gezeichnet, mit sehr schmalen hellen Ringen jeweils an den Enden der Abdominalsegmente. Das neunte Segment ist ohne Zeichnung, damit ganz orange und formt so ein auffälliges „Schlusslicht“. Die Cerci sind lang und deutlich ausgeprägt. Die Beine sind orange mit einem schwarzen Streifen auf der Außenseite.
Die Thoraxzeichnung der Weibchen ähnelt der der Männchen, der Humeralstreifen ist etwas schmaler, das zehnte Abdominalsegment ist im Unterschied zum Männchen ohne Zeichnung, dafür trägt das neunte auf der Oberseite ein schwarzes Dreieck. Wie in der Unterfamilie der Ischnurinae nicht ungewöhnlich, treten die Weibchen in mehreren Farbvarianten auf. Es gibt eine orange, etwas düsterer als die Männchen gefärbte, androchrome Form und eine gelb-grünlich gefärbte heterochrome Form.
Die Jugendform beider Geschlechter unterscheidet sich deutlich von den ausgereiften Imagines, sie ist in einem blassen Blau gefärbt, das sich allmählich orange verfärbt.

### Ähnliche Arten
Die noch nicht ausgereiften, blassblau gefärbten Exemplare von Enallagma signatum können mit leicht mit Enallagma exulans verwechselt werden, diese Art hat jedoch schmalere und blassere Antehumeralstreifen. Ausgereifte Exemplare gleichen Enallagma vesperum, die Männchen dieser Art sind jedoch eher hellgelb mit blauen hinteren Abdominalsegmenten. Der Humeralstreifen ist bei dieser Art in beiden Geschlechter viel dünner, bei Männchen teilweise gar nicht ausgebildet.
Die heterochromen Farbvarianten der Weibchen von Ischnura kelicotti und Ischnura verticalis sind ebenfalls orange, der Körperbau dieser Pechlibellen ist jedoch gedrungener und ihnen fehlt das orange Schlusslicht am Ende des Abdomens.
Auch Vertreter der Familie Protoneuridae können rot oder orange gefärbt sein und kommen mit Enallagma signatum im gleichen Habitat vor, ihr Abdomen ist aber deutlich schlanker und länger, mehr als doppelt so lang wie die Flügel.

## Verbreitung und Lebensraum

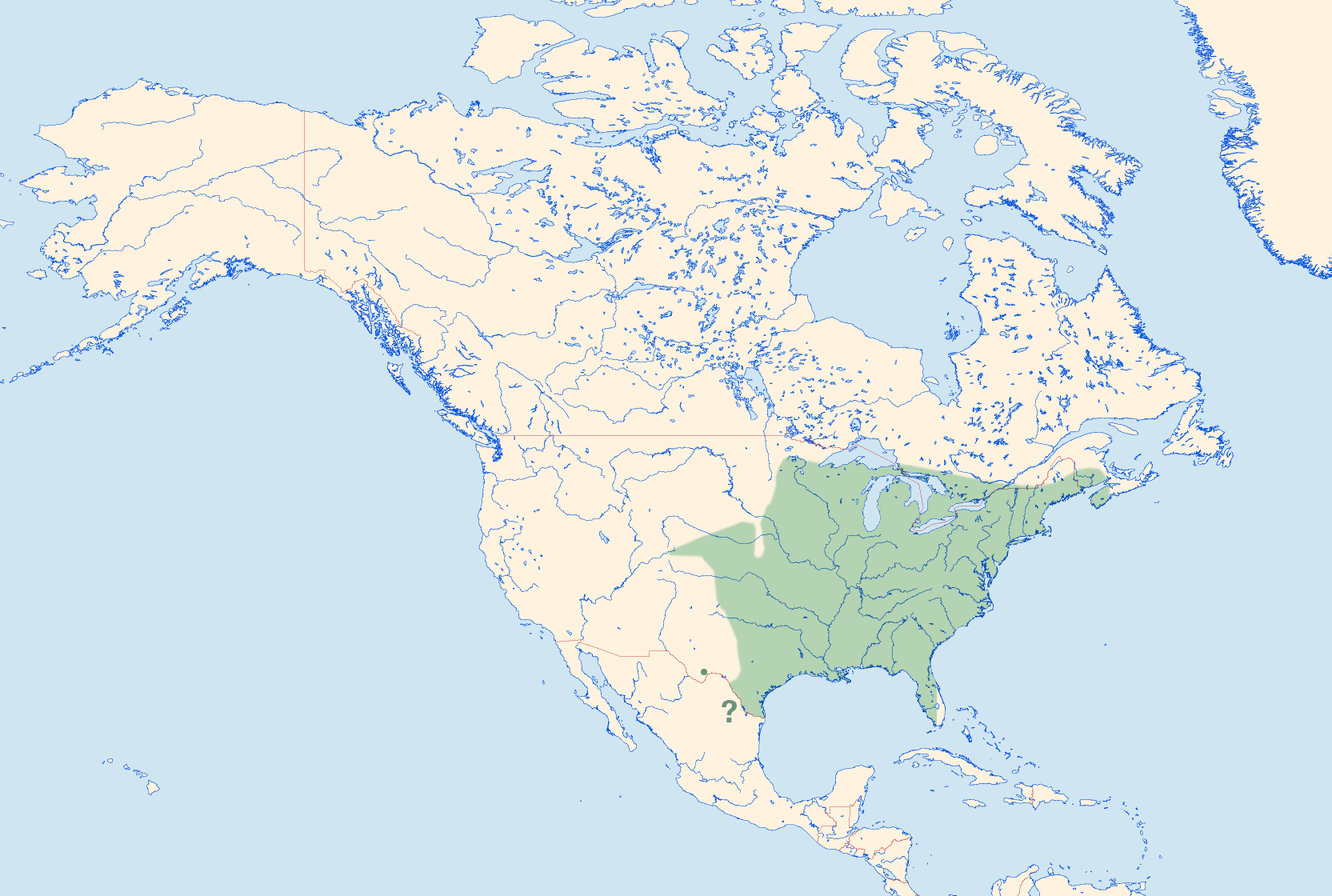
Verbreitung von Enallagma signatum

Das Verbreitungsgebiet von Enallagma signatum erstreckt sich über den Osten Nordamerikas vom südlichen Ontario und Nova Scotia bis ins südliche Florida, die westliche Verbreitungsgrenze liegt ungefähr auf dem neunzigsten Längengrad. 
Dabei leben die Libellen vor allem an Teichen, Seen und langsam fließenden Flüssen mit ziemlich breiter Habitatwahl und sind vor allem dort häufig, wo Seerosen die Wasseroberfläche bedecken. Die Männchen fliegen knapp über der Wasseroberfläche oder ruhen auf aus dem Wasser ragenden Pflanzenteilen. Die Libellen sind jedoch nicht an das Wasser gebunden, sondern können sich auch in den Wipfeln der Bäume aufhalten. Vor allem die Weibchen verbleiben in einiger Entfernung vom Wasser und sind außer im Paarungsrad schwer aufzufinden. Die Paare halten sich meist am Rand der Gras- und Schilfmatten auf und fliegen bei Störung auf das offene Wasser.

## Lebensweise
Im Norden des Verbreitungsgebietes reicht die Flugzeit von Mai bis Oktober, am südlichen Verbreitungsrand in Texas ist Enallagma signatum ganzjährig anzutreffen. Ungewöhnlich für Libellen erreicht die Hauptaktivität der Imagines ihren Höhepunkt erst am späten Nachmittag und dauert bis in die Dunkelheit. Damit liegt das Aktivitätsmaximum nur unwesentlich früher als bei Enallagma vesperum.
Die Paare legen ihre Eier in Seerosenblätter oder Algenmatten ab; das Weibchen, manchmal sogar mitsamt dem angekoppelten Männchen, taucht dabei unter und kann bis zu 20 Minuten unter Wasser bleiben.